# Altstafelhorn
Altstafelhorn är en bergstopp i Schweiz. Den ligger i distriktet Raron och kantonen Valais, i den södra delen av landet, 80 km söder om huvudstaden Bern. Toppen på Altstafelhorn är 2 838 meter över havet.